# Leart Paqarada
Leart Paqarada (auch Paçarada; * 8. Oktober 1994 in Aachen) ist ein kosovarischer Fußballspieler, der auch die deutsche und albanische Staatsbürgerschaft besitzt. Der linke Verteidiger steht beim 1. FC Köln unter Vertrag und ist kosovarischer Nationalspieler.

## Karriere

### Vereine
Paqarada begann seine Karriere bei Werder Bremen. 2003 wechselte er in die Jugend von Bayer 04 Leverkusen. Zur Saison 2012/13 rückte er in den Kader der zweiten Mannschaft auf, die in der viertklassigen Regionalliga West spielte. Am 17. November 2012 kam er beim 3:2-Auswärtssieg gegen den VfB Hüls zu seinem ersten Regionalliga-Einsatz. Sein erstes Tor erzielte er bei seinem letzten Einsatz am 10. Mai 2014, dem 4:2-Sieg gegen den FC Schalke 04 II. Nach der Spielzeit 2013/14 meldete Leverkusen seine zweite Mannschaft vom Spielbetrieb ab und Paqarada konnte ablösefrei wechseln.
Zur Saison 2014/15 schloss sich Paqarada dem Zweitligisten SV Sandhausen an. Sein Debüt gab er am 10. August 2014 beim 1:1 gegen den 1. FC Kaiserslautern. Unter drei verschiedenen Cheftrainern war der Kosovare auf der linken defensiven Außenbahn stets gesetzt und kam auf 160 Pflichtspiele (152 Ligaspiele und 8 Spiele im DFB-Pokal) für den Verein (5 Tore, 18 Vorlagen). 
Am 2. August 2020 wechselte der Verteidiger, der seinen auslaufenden Vertrag nicht mehr verlängert hatte, ligaintern zum FC St. Pauli, bei dem er einen Dreijahresvertrag unterschrieb.
Nach seinem Vertragsende wechselte Paqarada zur Saison 2023/24 ablösefrei in die Bundesliga zum 1. FC Köln. Er unterschrieb einen Vertrag bis zum 30. Juni 2026.

### Nationalmannschaft
Paqarada spielte je siebenmal für die U16- und U17-Nationalmannschaft des Deutschen Fußball-Bundes. Am 6. Februar 2013 kam er beim 0:0 gegen Mazedonien zu einem Einsatz für die albanische U21-Auswahl.
Am 7. September 2014 debütierte Paqarada beim 1:0-Sieg gegen den Oman in der kosovarischen Nationalmannschaft. Gegen Äquatorialguinea (2:0) und Albanien (2:2) kam er im Oktober und November 2015 zu zwei weiteren Einsätzen. Beim Debüt des Kosovo als FIFA-Mitglied am 3. Juni 2016 gegen die Färöer (2:0) kam Paqarada ebenfalls zum Einsatz. Auch beim ersten Pflichtspiel des Kosovo, dem 1:1 am 5. September 2016 in der WM-Qualifikation gegen Finnland, wurde Paqarada die volle Spielzeit eingesetzt. Am 27. März 2018 erzielte der Verteidiger beim 2:0-Sieg im Freundschaftsspiel gegen Burkina Faso sein erstes A-Länderspieltor.

## Titel
- Meister der A-Junioren-Bundesliga West: 2011
- Meister der B-Junioren-Bundesliga West: 2010

## Sonstiges
Ursprünglich lautet sein Nachname Paçarada (gesprochen Patscharada). Seine Eltern machten aus dem ç einfachheitshalber ein q, das wie ein k ausgesprochen wird. Ihm reiche es, Pakarada ausgesprochen zu werden. Nachdem auf seinen Trikots stets Paqarada abgedruckt war, verwendete er beim FC St. Pauli die ursprüngliche Version. Beim 1. FC Köln trägt er weiterhin diese Variante.